# Proisy
Proisy är en kommun i departementet Aisne i regionen Hauts-de-France i norra Frankrike. Kommunen ligger  i kantonen Guise som ligger i arrondissementet Vervins. År 2022 hade Proisy 275 invånare.

## Befolkningsutveckling
Antalet invånare i kommunen Proisy
Referens: INSEE